# Matěj z Mýta
Matěj z Mýta (okolo 1440 asi Vysoké Mýto – po 1496) byl český lékař a překladatel působící především ve Vysokém Mýtě.

## Život
Pocházel z Vysokého Mýta ve východních Čechách. V roce 1461 složil bakalářskou zkoušku na pražské univerzitě, následně se usadil ve svém rodišti, kde působil jako lékař.
Roku 1496 pořídil ve Vysokém Mýtě z pobídky Ladislava z Vartenberka, s ambicí o pozvednutí českého jazyka, překlad latinského spisu Quirica de Augustise z Augsburgu Lumen Apothecariorum, pod českým názvem Světlo apatekářův. Samotný překlad není příliš kvalitní, jisté pasáže byly vynechány či špatně přeloženy a text nakonec nebyl vydán. Dílo je nicméně prvním spisem v češtině, který se specializovaně věnuje farmacii. Spis mj. analyzoval vysokomýtský historik 19. století Hermenegild Jireček.
Rukopis díla měl být v 19. století uchován ve sbírce rytíře z Neuberka. Knižně dílo vyšlo až roku 1926 v Praze v redakci Emila Šedivého.